# Trận Núi Thành
Trận Núi Thành là một trận đánh trong Chiến tranh Việt Nam, diễn ra vào đêm ngày 25, rạng sáng ngày 26 tháng 5 năm 1965 khi một đại đội bộ đội địa phương Quân Giải phóng miền Nam tấn công Đại đội 2, Sư đoàn 3 Thủy quân lục chiến Hoa Kỳ tại địa bàn huyện Nam Tam Kỳ (nay là huyện Núi Thành), tỉnh Quảng Nam. Trận chiến đấu diễn ra gần 30 phút, sử dụng kĩ thuật tiềm nhập của đặc công từ 3 hướng. Theo phía Quân Giải phóng, họ đã loại khỏi vòng chiến đấu khoảng gần như toàn bộ đơn vị lính Mỹ trong trận đánh này. Hiện nay, hầu như không có một tài liệu nào ở Mỹ nói về trận đánh, chính thống kê của Hoa Kỳ cũng thống kê 139 người chết..

## Nguyên nhân
Đầu năm 1965, chiến lược Chiến Tranh Đặc Biệt bị phá sản không gì cứu vãn nổi, tác động trực tiếp đến sự tồn vong của chính quyền Việt Nam Cộng Hòa. Trước nguy cơ sụp đổ của chế độ Việt Nam Cộng Hòa. Ngày 8 tháng 3 năm 1965, tiểu đoàn 1 và tiểu đoàn 3 thuộc Trung đoàn Thủy quân lục chiến 9, Sư đoàn 1 Thủy quân lục chiến Hoa Kỳ đổ bộ lên Đà Nẵng, đánh dấu sự có mặt chính thức của quân đội Hoa Kỳ trên chiến trường Miền Nam Việt Nam.
Ngày 7 tháng 5 năm 1965, 6400 lính Mỹ và 24 xe tăng thuộc Lữ đoàn Thủy quân lục chiến số 9 đổ bộ lên xã Kỳ Liên, Kỳ Hà (nay là xã Tam Nghĩa và Tam Quang thuộc Núi Thành), triển khai xây dựng căn cứ liên hợp Chu Lai, làm bàn đạp tiến công các căn cứ của Mặt trận Dân tộc giải phóng miền Nam Việt Nam.
Ngày 7/5/1965, Sư đoàn thủy quân lục chiến số 3 của Mỹ đổ bộ vào Chu Lai. Chỉ trong một thời gian ngắn, chúng đã đưa vào đây 5 tiểu đoàn lính thủy đánh bộ, một tiểu đoàn công binh, một tiểu đoàn pháo 105 ly, một đại đội pháo 155 ly, 2 đại đội xe bọc thép M113 và M118, một đại đội pháo tự hành, 5 phi đoàn máy bay trực thăng, 1 phi đoàn máy bay phản lực tiêm kích. Chúng tiến hành khủng bố, đuổi dân 2 xã Kỳ Liên, Kỳ Hà (nay là 2 xã Tam Quang và Tam Nghĩa – Núi Thành) đi nơi khác, lấy đất xây dựng căn cứ Chu Lai, đồng thời triển khai lực lượng chiến đấu, mở nhiều cuộc càn quét nhằm tạo vành đai bảo vệ căn cứ này.
Để bảo vệ cho căn cứ Chu Lai, Quân đội Hoa Kỳ sử dụng 1 đại đội chốt ở điểm cao Núi Thành. Tại đây quân Mỹ có khoảng 140 lính, trang bị chủ yếu là súng Đại liên M60, súng M2 Garand và lựu đạn M26. Quân đội Hoa Kỳ chia thành 3 cụm chốt có trận địa cối 81mm và trận địa DKZ. Ngoài ra, còn sẵn sàng được sự yểm trợ của pháo binh, xe tăng và máy bay ở các cứ điểm xung quanh.
Hội nghị đặc biệt Ban Chấp hành Trung ương Đảng lần thứ 11 (Khóa III), ngày 27 tháng 3 năm 1965, đề ra quyết tâm chính trị: Ghìm Mỹ trên chiến trường miền Nam, đánh bại ý chí xâm lược của Mỹ. Với quyết tâm đánh Mỹ, tại Đại hội Anh hùng chiến sĩ thi đua các lực lượng vũ trang giải phóng miền Nam lần thứ nhất, họp tại Lò Gò - Tây Ninh đầu tháng 5 năm 1965, Đại tướng Nguyễn Chí Thanh (lúc đó là Ủy viên Bộ Chính trị, Bí thư Trung ương Cục miền Nam) xác định trước đại hội: Đánh, đánh mạnh, chỉ có đánh, quyết chiến với giặc Mỹ sẽ tìm ra cách đánh thắng Mỹ.
Với tinh thần đó, Bộ Tư lệnh Quân khu 5 đã chỉ thị cho các lực lượng vũ trang tỉnh Quảng Nam: Phải đánh tiêu diệt một đơn vị Mỹ để hạ uy thế quân Mỹ ngay từ đầu, tìm hiểu cách đánh của chúng, rút kinh nghiệm đánh Mỹ cho ta và cổ vũ khí thế đánh Mỹ trong toàn khu. Mục tiêu do tỉnh chọn, đơn vị đánh do tỉnh lựa, đánh theo trình độ, trang bị và khả năng của tỉnh...

## Lực lượng

### Quân đội Hoa Kỳ
- Đại đội Thủy quân lục chiến (Thuộc Lữ đoàn Thủy quân lục chiến số 9 - Sư đoàn 1 Thủy quân lục chiến Hoa Kỳ)

### Quân Giải phóng miền Nam Việt Nam
- Đại đội 2 (Tiểu đoàn 70 - Tỉnh đội Quảng Nam).
- Phân đội V16 - Đặc công.

## Diễn biến
Quá trình trinh sát, nghiên cứu nắm chắc các quy luật hoạt động của Quân đội Hoa Kỳ, Ban Chỉ huy tỉnh đội Quảng Nam quyết định: Chọn mục tiêu là lực lượng Mỹ đóng ở Núi Thành và sử dụng Đại đội 2, Tiểu đoàn 70 tăng cường Phân đội đặc công V16 tiến công mục tiêu này. Sau thời gian ngắn gấp rút huấn luyện bổ sung và làm công tác chuẩn bị.
23 giờ ngày 25 tháng 5, các mũi đã đưa lực lượng lót sát bên trong hàng rào, nơi cách xa địch nhất là 3m gần nhất là 1m, tất cả sẵn sàng chờ lệnh.
0 giờ 30 phút ngày 26 tháng 5, sau khi chờ 30 phút không nghe tiếng súng phát lệnh ở cầu An Tân theo hiệp đồng, Đại đội trưởng Võ Thành Năm lệnh cho Trần Ngọc Ảnh- mũi trưởng ở hướng chủ yếu đồng loạt đánh thủ pháo vào các ụ súng ở tuyến hào 1; sau đó, các mũi nổ súng đánh vào tuyến hào 1 và 2 ở hướng bắc- đông bắc và tây- tây nam Đồi 50; sau 15 phút chiến đấu ta đã làm chủ hai tuyến hào này, tiêu diệt một số lính Mỹ, bộ phận lính Mỹ còn lại rút lên tuyến hào 3 sử dụng hỏa lực đại liên, M79 ngăn chặn.
0 giờ 45 phút ngày 26 tháng 5, khi mũi chủ yếu xốc lại đội hình thì ở mũi thứ yếu mũi trưởng Nguyễn Đức Thông chỉ huy phát triển nhanh sang chi viện cho mũi chủ yếu. Sau 20 phút hiệp đồng chiến đấu lần lượt đánh chiếm các mục tiêu, làm chủ Đồi 50. Tình hình ở đồi 49 sau tiếng thủ pháo lệnh, Quân Giải phóng miền Nam Việt Nam đồng loạt xung phong, đánh chiếm tiêu diệt toàn bộ lính Mỹ, làm chủ trận địa. Riêng mỏm phụ phía Bắc đồi 50, Quân Giải phóng miền Nam Việt Nam đã diệt gọn lính Mỹ ngay từ những phút đầu. Sau 30 phút chiến đấu, diệt gọn đại đội Thủy quân lục chiến Hoa Kỳ đóng trên Núi Thành, Quân Giải phóng miền Nam Việt Nam đã hoàn toàn làm chủ trận địa.
Đồng thời trận địa hỏa lực của Tiểu đoàn 70 bắn khống chế không cho Quân đội Hoa Kỳ còn sống sót chạy về Chu Lai.